# Nils Ehlers
Nils Ehlers (Berlín, 4 de febrero de 1994) es un deportista alemán que compite en voleibol, en la modalidad de playa.
Participó en los Juegos Olímpicos de París 2024, obteniendo una medalla de plata en el torneo masculino (haciendo pareja con Clemens Wickler). Ganó una medalla de plata en el Campeonato Europeo de Vóley Playa de 2024.

## Palmarés internacional
| Juegos Olímpicos   | Juegos Olímpicos       | Juegos Olímpicos | Juegos Olímpicos |
| Año                | Lugar                  | Medalla          | Pareja           |
| ------------------ | ---------------------- | ---------------- | ---------------- |
| 2024               | París (Francia)        | Medalla de plata | Clemens Wickler  |
| Campeonato Europeo |                        |                  |                  |
| Año                | Lugar                  | Medalla          | Pareja           |
| 2024               | La Haya (Países Bajos) | Medalla de plata | Clemens Wickler  |